# Hide (sång)
Hide är en låt av rock bandet Creed, från albumet Weathered. Många fans hoppades på att låten skulle bli en singel med en video, men ingen video var gjord, då videon till "Don't Stop Dancing" blev den sista videon från albumet. Många har ansett att man skulle gjort en video till "Hide" i stället för singeln "Bullets". "Hide" var släppt som en singel bara till internationella marknader, och inte i USA.